# Aethionectes irroratus
Aethionectes irroratus är en skalbaggsart som beskrevs av Guignot 1952. Aethionectes irroratus ingår i släktet Aethionectes och familjen dykare. Inga underarter finns listade i Catalogue of Life.